# Erginulus subserialis
Erginulus subserialis is een hooiwagen uit de familie Cosmetidae.